# Misogynie
Misogynie (von altgriechisch misos „Hass“ und gyne „Frau“) Frauenfeindlichkeit oder Frauenhass ist ein Oberbegriff für soziokulturelle Einstellungsmuster der geringeren Relevanz oder Wertigkeit von Frauen beziehungsweise der höheren Relevanz oder Wertigkeit von Männern. Sie wird sowohl von Männern als auch von Frauen selbst über die psychosoziale Entwicklung verinnerlicht (Sozialisation, Habitualisierung) und stellt die Erzeugungsgrundlage für den hierarchisierenden Geschlechtshabitus von Männlichkeit und Weiblichkeit dar. Sie ist damit die Basis hegemonialer Männlichkeit oder patriarchaler Beziehungsgefüge.
Misogynie ist tief in zahlreichen menschlichen Kulturen verwurzelt. Da sie sozialen Normen oder Idealen jedoch widerspricht, gilt sie gesellschaftlich als „krankhaftes“, „abnormes Gefühl“. Aufgrund dieser fundamentalen Widersprüchlichkeit wird Misogynie gesellschaftlich und individuell meist verdeckt – etwa durch Leugnung, Tabuisierung, Höflichkeit oder sozial erwünschte Gleichheitsrhetorik. Dann bleibt sie individuell unbewusst und gesellschaftlich diffus. Die wissenschaftliche Erforschung von Misogynie begann in den 1950er Jahren.
Misogynie ist eine auf Frauen gerichtete Form der Misanthropie („Menschenfeindlichkeit“). Mit der aufkommenden Frauenbewegung im 19. Jahrhundert wurde gesellschaftliche Misogynie zunehmend thematisiert und bekämpft. In der Folge kam im 20. Jahrhundert nun zunehmend die Furcht vor Männerhass und damit der binäre Spiegelbegriff der Misandrie auf.

## Wortherkunft
Das Wort Misogynie geht auf das altgriechische Wort μισόγυνος misógynos „Weiberfeind“ zurück. Es ist gebildet aus μισεῖν misein „hassen“ sowie γυνή gyné „Frau“. In der griechischen Antike bezeichnete es die in der Philosophie vorherrschende Vorstellung von der ontologischen Minderwertigkeit der Frau. Ausgedrückt wurde dies entweder direkt über negative Beschreibungen der Frau oder indirekt über die positive Beschreibung der Unterordnung der Frau unter den Mann.

## Definitionen
Wurde Misogynie früher primär individualisierend für die konkrete Abwertung von Frauen im engeren Sinne gebraucht, so hat sich das Verständnis heute auf eine gesamtgesellschaftliche Sichtweise als „strukturelle Entwertung oder Benachteiligung von Weiblichkeit“ erweitert.

„Misogynie […] Kennzeichnung von Einstellungen, die die strukturelle Benachteiligung der Frau in der Gesellschaft und im privaten Bereich widerspiegeln. Misogyne Einstellungen und Verhaltensweisen äußern sich sowohl offen restriktiv (Karrierehemmnisse, ungleiche Bezahlung etc.) wie auch durch die in verdeckter Weise erfolgende Beschränkung der Frau auf ihre traditionelle Geschlechtsrolle (Verzerrung des Selbstbildes der Frau aufgrund spezifischer Sozialisation, Betonung ihrer schwächeren Position durch überlieferte Höflichkeitsformen etc.). Da Misogynie als Emanzipationsfeindlichkeit im engeren Zusammenhang mit dem umfassenderen Autoritarismus gesehen wird, erscheint ihre Überwindung nur im gesamtgesellschaftlichen Kontext möglich.“

„Misogynie […] ist ein zentraler Teil sexistischer Vorurteile sowie Ideologien und ist daher eine wichtige Grundlage für die Unterdrückung von Frauen in männlich dominierten Gesellschaften. Misogynie manifestiert sich auf vielfältige Weise, von Witzen über Pornografie bis hin zur Beförderung eines Empfindens von Selbstverachtung von Frauen und ihren eigenen Körper.“

Misogynie ist insofern nicht auf Männer beschränkt, sondern auch bei Frauen weit verbreitet (Mittäterschaft) und sowohl von Jungen als auch von Mädchen über die Sozialisation verinnerlicht:

„Obwohl Misogynie bei Männern am häufigsten ist, existiert sie auch bei Frauen, wird von Frauen gegen andere Frauen oder sogar gegen sich selbst angewendet. Die Misogynie fungiert als Ideologie- oder Glaubenssystem, das seit Jahrtausenden patriarchalische oder männlich dominierte Gesellschaften begleitet und weiterhin Frauen in untergeordnete Positionen mit eingeschränktem Zugang zu Macht und Entscheidungsfindung platziert. […] Aristoteles behauptete, dass Frauen als natürliche Deformationen oder unvollkommene Männer existieren […] Seither haben Frauen in westlichen Kulturen ihre Rolle als gesellschaftliche Sündenböcke verinnerlicht, die im 21. Jahrhundert durch vielfältige Objektifizierung von Frauen zu Tage tritt, mit ihrer kulturell sanktionierten Selbstabscheu und ihren Fixierungen auf plastische Chirurgie, Anorexia nervosa und Bulimie.“

## Begriffsabgrenzungen
Es gibt Überschneidungen zwischen den Begriffskonzepten Misogynie/Frauenfeindlichkeit, Sexismus und Antifeminismus. Teilweise wird versucht, einzelne Begriffe voneinander abzugrenzen, teilweise werden sie auch synonym verwendet. Insbesondere im englisch- und französischsprachigen Diskurs ist der Begriff Misogynie weiter verbreitet als in Deutschland, wo stattdessen häufiger von Sexismus die Rede ist. Die Philosophin Kate Manne setzt sich für eine Unterscheidung zwischen Sexismus und Misogynie ein; aus ihrer Sicht kennzeichnet Sexismus eine Ideologie, die eine patriarchale soziale Ordnung rechtfertige und rationalisiere, während Misogynie das System sei, das die entsprechenden sozialen Normen durchsetze. Während Sexismus aufgrund der zumeist unwissenschaftlichen Unterstellung natürlicher Unterschiede zwischen Männern und Frauen unterscheide, unterteile die Misogynie in „gute“ und „schlechte“ Frauen. Sexistische Ideologien könnten auf diese Weise misogyne Praktiken rechtfertigen. Für Misogynie, die sich gegen Schwarze Frauen richtet, wurde der Begriff Misogynoir geprägt.

## Erscheinungsformen
Lange galten nur konkrete, extreme Formen der Abwertung von Frauen als Misogynie, wodurch Verbreitung und Ausmaß individuell und gesellschaftlich verschleiert wurden. Misogynie schlägt sich auf allen Ebenen sozialer Beziehungen nieder, von der gesamtgesellschaftlichen Ebene bis zur persönlichen Beziehungsebene. Misogynie tritt sowohl im analogen als auch im digitalen Raum auf. Sie kann sich auf vielfältige Weise und in unterschiedlicher Intensität ausdrücken:
- fehlende Identifikation und Empathie mit Frauen sowie fehlende Unterstützung von Frauen
- strukturelle, wirtschaftliche oder rechtliche Ausgrenzung oder Benachteiligung von Frauen
- geringe Anerkennung der Arbeit von Frauen (etwa Care-Arbeit oder Gender-Pay-Gap)
- Verantwortungsumkehr gegenüber Frauen (Schuldzuschreibung an das weibliche Opfer, Täter-Opfer-Umkehr, Selbstbeschuldigung, Sündenbock)
- Nicht-Berücksichtigung oder Nicht-Achtung oder Nicht-Beachtung von Frauen
- Antifeminismus
- Verächtlichmachung von Frauen (Sexismus, sprachgeschichtliche Bedeutungsverschlechterung von Frauenbezeichnungen wie Magd, Weib, Mädel, Dirne, Mamsell, Frauenzimmer und anderer), Verachtung von Frauen oder Selbstverachtung bei Frauen
- Entmenschlichung oder Objektifizierung von Frauen (nicht nur durch Abwertung, sondern auch durch wirklichkeitsfeindliche Überidealisierung weiblicher Identitätsaspekte, etwa Körperideale, Mutter- oder Verhaltensideale)
- Gewalt oder sexualisierte Gewalt gegenüber Frauen
- Femizid

### Misogynie im digitalen Raum
Online-Misogynie ist ein abstrakter Begriff für Erscheinungsformen von Misogynie, die im digitalen Raum auftreten.
Die United Nations Broadband Commission und das Europäische Institut für Gleichstellungsfragen (EIGE) nehmen sich dieser weltweiten Problematik unter dem Begriff „cyber violence against women and girls“ (cyber VAWG) an. Forschungen des EIGE gehen davon aus, dass eine von zehn Frauen seit ihrem sechzehnten Lebensjahr bereits zum Ziel von Online-Misogynie wurde. Online-Misogynie beschränkt sich somit nicht auf Einzelfälle. Online-Misogynie hat System und wird als solches untersucht.
Erscheinungsformen von Online-Misogynie haben einerseits Folgen im digitalen Raum:

„Geschlechtsspezifischer digitaler Hass hat einen chilling effect, indem manche Frauen sich selbst zensieren, anonym schreiben und sich teilweise oder komplett aus dem Internet zurückziehen.“

Anderseits hat Online-Misogynie signifikante Folgen für die Betroffenen im analogen Raum:

„Frauen leiden sozial, psychologisch, professionell, finanziell und politisch.“

Erscheinungsformen von Misogynie, die im digitalen Raum beginnen, gehen zudem immer mehr in den analogen Raum über. Beispielsweise sind die Praktiken des doxings, swattings und des Rachepornos zu nennen. Online-Misogynie ist eine Form der Gewalt, die realen Schaden verursacht.

#### Abgrenzung zu Misogynie im analogen Raum
Online-Misogynie tritt im Gegensatz zu Offline-Misogynie nicht im analogen, sondern ausschließlich im digitalen Raum auf. Im digitalen Raum treten oft schwerere Erscheinungsformen von Misogynie auf als im analogen Raum. Beispielsweise finden sich in vielen Online-Bereichen bildliche Vergewaltigungsdrohungen gegenüber Frauen. Online-Misogynie trifft die Betroffenen somit oftmals härter als Offline-Misogynie. Die United Nations Broadband Commission nennt fünf Merkmale, die Online-Misogynie von Offline-Misogynie unterscheiden:
1. Anonymität: Eine beleidigende Person kann dem Opfer unbekannt bleiben.
2. Aktion aus Distanz: Missbrauch kann ohne physischen Kontakt und von überall aus erfolgen.
3. Automation: Beleidigende Aktionen benötigen durch technologische Hilfsmittel weniger Zeit und Bemühungen.
4. Zugänglichkeit: Die Vielfalt und Erschwinglichkeit vieler Technologien machen sie für die Täter leicht zugänglich.
5. Ausbreitung und Beständigkeit: Texte und Bilder vermehren sich und existieren für eine lange Zeit oder auf unbestimmte Zeit.

#### Zielgruppen
Online-Misogynie richtet sich gegen verschiedene Zielgruppen, mit unterschiedlichen Folgen.

##### Frauen in der Politik
Online-Misogynie gegenüber Politikerinnen stellt im 21. Jahrhundert eine nochmals eigenständige Problematik dar. Sie geht mit spezifischen Merkmalen einher, woraus sich individuelle und gesamtgesellschaftliche Folgen ergeben. Online-Misogynie gegenüber Politikerinnen ist unter anderem in den USA und Deutschland zu beobachten.

###### Merkmale
Es wurde beobachtet, dass politische Diskussionen in sozialen Medien zunehmen. Dabei machen beispielsweise beleidigende Tweets durchschnittlich 18 % aller Tweets aus, in denen Abgeordnete erwähnt werden. Bei kontroversen politischen Debatten und politischen Events liegt der Prozentsatz an beleidigenden Tweets bei über 18 %.
In einer Studie haben Rheault et al. herausgefunden: je höher der Status und der Bekanntheitsgrad einer Politikerin, umso stärker ist diese online von misogynen Nachrichten betroffen. Als Erklärungsmuster verweisen Rheault et al. auf die Theorie der Geschlechterrollen, wonach gewisse Normen und Rollen wahrgenommen und mit dem jeweiligen Geschlecht in Verbindung gebracht werden. Misogyne Nachrichten gegenüber Politikerinnen fungieren somit als Werkzeug, um die bestehenden Rollen und Normen aufrechtzuerhalten. In diesem Fall bestehe die zu verteidigende Norm darin, dass politische Ämter mit hohem Bekanntheitsgrad von Männern zu bekleiden sind.
Filipovic weist darauf hin, dass Politikerinnen regelmäßig als „shrill, bitchy, ball-busting, or hysterical“ bezeichnet werden. Sie werden zudem als manisch und lesbisch angesehen. Diese Arten von sexualisierten Beleidigungen stellen laut Filipovic einen Versuch dar, Frauen zurechtzuweisen, ebenso wie Vergewaltigungsdrohungen bezwecken sollen, Frauen ängstlich zu machen, um sie in den häuslichen Bereich zu verbannen.
Funk/Coker verweisen auf die Theorie der Objektifizierung. Diese betont die Wirkungsmacht von Äußerungen, die eine Frau lediglich auf ihr objektives Erscheinungsbild reduzieren. Sie kommen in ihrer Studie zu dem Ergebnis, dass vor allem Aspekte der Glaubwürdigkeit und Eignung für ein politisches Amt durch objektivierende Kommentare beeinflusst werden. Demnach werden Politikerinnen, im Zuge von objektivierenden Kommentaren, für weniger glaubwürdig und geeignet gehalten.
Neben Politikerinnen werden auch andere Frauen online angegriffen, die sich öffentlich zu politischen Themen äußern.

###### Beispiele aus Deutschland
Laut einer Umfrage von Der Spiegel geben 69 % der befragten Politikerinnen an, als Bundestagsabgeordnete frauenfeindlichen Hass zu erleben. Auch die Umfrage kommt zu dem Ergebnis: Je bekannter das politische Amt, desto extremer die misogynen Anfeindungen.
Einen prominenten Fall von Online-Misogynie gegenüber deutschen Politikerinnen stellt die Debatte um die Grünen-Politikerin Renate Künast dar. Sie erhält seit Jahren online misogyne Anfeindung, angefangen im Jahr 2016. 2019 zog Künast gemeinsam mit der Hilfsorganisation HateAid vor Gericht. Beleidigungen, wie „Stück Scheiße“ und „Drecksfotze“, wurden von dem Berliner Landgericht jedoch zunächst als zulässige Meinungsäußerung betrachtet. Daraufhin legten Künast und HateAid Beschwerde ein. Sie bekamen in 12 von 20 Fällen Recht. Mit den verbliebenen Anfeindungen sind sie Ende 2020 vor das Bundesverfassungsgericht gezogen. Künast betont in diesem Zusammenhang den maßgeblichen Einfluss rechtsextremer Bewegungen:

„Rechtsextremismus beinhaltet eine massive Frauenfeindlichkeit. Für diese Leute sind Frauen nicht gleich, sondern ihre Dienerinnen. Frauen haben nicht in der ersten Reihe zu stehen und ihre Meinung zu sagen, sondern sie sollen eingeschüchtert sein, wenn ein Mann eine Ansage macht.“

Bundestagsvizepräsidentin Claudia Roth verweist diesbezüglich auf die AfD:

„Die AfD bereitet diesen Hassfantasien den Boden, sie ist wie ein Lautsprecher, der nicht nur offenen Rassismus, sondern auch Frauenfeindlichkeit nach außen trägt.“

Roth berichtet, dass es auch im Bundestag zu misogynen Anfeindungen von der AfD komme:

„Das beginnt mit Gelächter, Zwischenrufen und dummen Sprüchen, wenn eine Frau am Rednerpult steht, und geht bis zu offen antifeministischen und sexistischen Redebeiträgen.“

Mittlerweile hat auch der Bundestag die Problematik der Online-Misogynie erkannt und im Juni 2020 das Netzwerkdurchsetzungsgesetzes (NetzDG) verschärft, um digitale Gewalt härter zu bestrafen. Soziale Netzwerke müssen ab sofort strafbare Posts nicht nur löschen, sondern auch an das Bundeskriminalamt melden. SPD-Politiker Herbert Bengler betont, dass man möglichst wenig Hass zulassen und das Feld nicht an rechte Parteien abgeben sollte. Je mehr Hass man zulasse, desto mehr würde die politische Landschaft leiden. Die USA seien laut Bengler ein negatives Beispiel dafür.

###### Beispiele aus den USA
Eine prominente Politikerin, die sich Misogynie verstärkt gegenübersieht, ist Hillary Clinton. Während ihrer politischen Karriere wurde Hillary Clinton oftmals online angefeindet. Eine Studie hat ergeben, dass Clinton im Jahr 2016 doppelt so viele beleidigende Tweets erhalten hatte wie ihr demokratischer Kollege Bernie Sanders. Unter den meist genannten Wörtern in diesen Tweets finden sich bitch, cunt und whore. Auch in anderen Staaten erhielten Politikerinnen doppelt so viele Anfeindungen über Twitter wie ihre männlichen Kollegen. Zudem hatten Nachrichtenmagazine Clinton verstärkt kritisiert. Da sie oftmals die Grenzen ihrer erwarteten, traditionellen Rolle überschritt, wurde ihre Geschlechtsidentität in Nachrichtenmagazinen oft auf subtile Weise hinterfragt.
Auch die demokratische Politikerin Alexandria Ocasio-Cortez wird regelmäßig Opfer von Online-Misogynie. Auf die Problematik der Misogynie gegenüber Politikerinnen machte sie auch im Kongress der Vereinigten Staaten aufmerksam. In ihrer Rede klagte sie darüber, dass der Republikaner Ted Yoho sie auf dem Weg in das Kapitol als „fucking bitch“ bezeichnet habe. Ein Reporter von The Hill war während der Beleidigung vor Ort und bestätigte diese. Ocasio-Cortez kritisierte in ihrer Rede, dass solche misogynen Äußerungen in der Öffentlichkeit der Bevölkerung vermitteln, dass frauenfeindliche Äußerungen allgemein toleriert werden:

„Es ist eine Kultur mangelnder Straflosigkeit, Akzeptanz von Gewalt und gewalttätiger Sprache gegen Frauen, eine ganze Machtstruktur, die dies unterstützt.“

###### Folgen
Frauen ziehen sich zunehmend aus online geführten, politischen Diskussionen zurück. Kuch/Hermann weisen diesbezüglich darauf hin, dass Hasssprache andere Sprache unterdrücke und Frauen gezielt zum Schweigen bringen könne:

„Dieses Schweigen kann soweit gehen, das wir ganz aus dem Spiel von Ansprache und Antwort ausgeschlossen, nicht mehr als soziales Wesen adressiert werden und damit die soziale Existenz vollkommen verlieren.“

Politische Akteure nutzen soziale Medien außerdem für die Kommunikation mit der Wählerschaft und zur Verbreitung von Informationen. Durch zunehmende Hasssprache denken politische Akteure jedoch darüber nach, sich aus sozialen Medien zurückzuziehen.
Der politische Diskurs und die Meinungsfreiheit werden zu Gunsten einer hetzenden Minderheit somit stark eingeschränkt, sagt Michael Wörner-Schappert, Referent des Bereichs Politischer Extremismus bei jugendschutz.net.
Die befürchtete Schwemme an misogynen Nachrichten könnte weibliche Akteure zudem davon abhalten, hochrangige politische Ämter anzustreben, so Katrin Göring-Eckardt.
Dies hätte zur Folge, dass Interessen bestimmter Gruppen nicht berücksichtigt werden und Bevölkerungsgruppen zunehmend unzufrieden werden. Das bestehende System könnte sich destabilisieren, obwohl die Befürworter misogyner Rollenbilder genau das Gegenteil erreichen wollen.
Online-Misogynie sorgt im Allgemeinen für eine gewaltsame Verstärkung geschlechtsspezifischer Machtverhältnisse.

##### Frauen im Sport
In verschiedenen, männerdominierten Sportarten leiden Frauen unter Online-Misogynie. Im Fußball löste 2016 etwa der Einsatz von Claudia Neumann als erste Kommentatorin eines EM-Spiels eine Debatte über misogyne Angriffe im Sport aus.

##### Frauen in der Gaming-Szene
In der Gaming-Szene werden Frauen gezielt Opfer von Online-Misogynie. Einen weitreichenden Angriff auf Frauen in der Gaming-Szene stellte beispielsweise die Gamergate-Kontroverse dar.

##### Männer
Auch Männer können Opfer misogyn motivierter Angriffe im Internet sein. Untersuchungen aus dem englischen Sprachraum zeigen, dass Männer, die nicht dem Bild traditioneller Männlichkeit entsprechen, unter anderem von der Alt-Right und der separatistischen Online-Community MGTOW als z. B. „Soyboys“ beschimpft werden. Ihnen wird vorgeworfen, „feminisiert“ und von „weiblicher Macht“ eingenommen worden zu sein. Auch auf englischsprachigen rechtsgerichteten Online-Portalen wie Return of Kings und InfoWars werden solche Darstellungen verbreitet, die Misogynie mit Verschwörungserzählungen kombinieren.

#### Bekämpfung von Online-Misogynie
Wissenschaftler und Aktivisten setzen an mehreren Ebenen zur Bekämpfung von Misogynie im digitalen Raum an.

##### Politische Ebene
Auf der politischen Ebene müsse zunächst anerkannt werden, dass genderspezifischer Online-Hass keine private Angelegenheit sei, sondern eine öffentliche Problematik, die auf strukturelle Macht- und Kontrollverhältnisse zurückgeht. Somit müsse der individuelle Aktivismus gegen digitale Frauenfeindlichkeit durch eine „wider politics“ unterstützt werden. Online-Misogynie dürfe zugunsten einer mehrdimensionalen Betrachtungsweise in der politischen Bekämpfung nicht von Offline-Misogynie getrennt werden, denn Frauenfeindlichkeit, die sich im digitalen Raum äußert, habe reale Konsequenzen für die betroffenen Frauen. In diesem Zusammenhang fordert auch das Europäische Institut für Gleichstellungsfragen die politische Anerkennung von frauenfeindlicher Online-Gewalt als Form von Gewalt gegen Frauen und die Einbeziehung von Stimmen Betroffener in die Diskussion über Strategien der Bekämpfung. Auf EU-Ebene solle die Definition von Cyber-Gewalt gegen Frauen in die Gesetzgebung einfließen, um den Zugang zum Rechtssystem und zu Unterstützungsmechanismen für betroffene Frauen auf nationaler Ebene sicherzustellen. Es ist also besonders wichtig sicherzustellen, dass Menschenrechte auch online gewahrt werden. Damit Opfer von Online-Hass nicht allein gelassen werden, plädiert die Initiative HateAid in Anlehnung an das European Institute for Gender Equality beispielsweise für bessere Schutzmaßnahmen durch die Politik und für „ein bundesweites Netz von spezialisierten Beratungsstellen und geschulte und sensibilisierte Polizeibehörden, die die Betroffenen ernst nehmen und nicht abweisen“. Auch das European Institute for Gender Equality fordert die Berücksichtigung der Dimension des Geschlechts im polizeilichen Vorgehen gegen Cyberhass. In Hessen kommt es zu einer Zusammenarbeit von HateAid und dem Hessischen Ministerium der Justiz durch die App MeldeHelden. Betroffene von digitaler Gewalt können über diese App eine Beratung beanspruchen und Inhalte melden, die sie für strafbar halten und die dann geprüft werden.
Bildungspolitisch könne Kümpel und Rieger zufolge im Rahmen von „Extremismusprävention“ die Medienbildung unterstützt werden, um vor allem Jugendlichen eine angemessene Umgangsweise mit digitalem Hass zu vermitteln. So könnten Menschen lernen einzuschätzen, welche Inhalte in sozialen Netzwerken unangebracht sind und basierend auf sozialen Kompetenzen „produktiv partizipieren“. Hierfür müssten Lehrpersonen und pädagogische Initiativen politisch so gefördert werden, dass sie Schülern „das nötige Handwerkszeug für Diskussionen in der Online-Welt bereitstellen.“ Gleichzeitig müssten Frauen und Mädchen durch „awareness-raising campaigns“ über genderspezifische Cybergewalt, ihre rechtlichen Möglichkeiten sowie Unterstützungsmechanismen aufgeklärt werden.
Theodore Koulouris analysierte 2018 die zeitgenössische Online-Misogynie als die Konsequenz eines stärker werdenden Rechtspopulismus, der wiederum durch den Neoliberalismus im Zusammenhang mit der Weltfinanzkrise 2007 Auftrieb erhielt. Rechtspopulisten framten dabei die Verwerfungen des Neoliberalismus wie den „brutalen“ Austeritätskurs nach der Finanzkrise als unter anderem durch Immigration verursacht und propagierten einen Kult der „aufrechten“ Männlichkeit, um Widerstand dagegen zu leisten, der zu misogynen Einstellungen führte. Die Online-Misogynie sei daher eine Manifestation realer politischer Probleme, deren Lösung es erfordere, „materielle Gleichheit und soziale Gerechtigkeit“ in den Blick zu nehmen, anstatt die Arbeiterklasse weiter zu dämonisieren.

##### Individuelle Ebene
Im Bereich der individuellen Ebene bestand laut Thee lange Zeit die Täter-Opfer-Umkehr. Social-Media-Trolle sind ein sehr unangenehmes Online-Phänomen, unter dem viele Nutzende leiden. Mit der Zeit habe eine zunehmende Verschiebung der Schuld von Opfer auf Täter stattgefunden. Um dies aufrechterhalten zu können, sollten gerade Trolle nicht unterstützt, sondern direkt ignoriert oder gleich gesperrt werden. Denn bis heute haben Frauen damit zu kämpfen, dass ihnen eine Mitschuld an beispielsweise sexuellen Angriffen gegeben wird. Als Gründe hierfür werden vor allem ihre Kleidung oder „extrovertiertes Verhalten“ angeführt. Der Blick bei der Bekämpfung und der Verantwortung der Übergriffigkeit sollte sich gänzlich auf die Täter richten. Gleichwertig dazu muss dies auch bei Angriffen im digitalen Raum der Fall sein.
Es gibt auf der individuellen Ebene einige Wege, mit digitalen Angriffen umzugehen: Filtern, Trolldrossel und eigene Veröffentlichung. Das Filtern meint ein gezieltes Ignorieren der Trolle. Beispielsweise kann, wie einige in der Öffentlichkeit Stehende bereits in Anspruch nehmen, das Postfach im Voraus von nahestehenden Personen vorgefiltert werden, indem Hatepost gelöscht wird, damit sie den Anfeindungen nicht permanent ausgesetzt sind. Davon berichteten beispielsweise junge Politikerinnen verschiedener Parteien.

##### Rechtliche Ebene
Das Internet ist ein universal genutzter Raum, der keine sichtbaren Grenzen aufweist und dennoch durch nationale rechtliche Regeln bestimmt wird. In diesem Sinne können sogar in einem Land uneinheitliche Richtlinien existieren. Nach dem Beschluss des Landesgerichtes Berlin im Fall Renate Künast, die frauenfeindlichen Kommentare im Netz über sich ergehen lassen musste, wird über die Frage der Grenzen der Meinungsfreiheit und den Beginn eines Verhaltens, das als sanktionswürdig eingestuft wird, breit debattiert. Dem Grundrecht der Meinungsfreiheit (Art. 5, Abs. 1 GG) sind gesetzliche Grenzen gesetzt, wie z. B. durch die gesetzlichen Bestimmungen zum Schutze der Jugend und das Recht der persönlichen Ehre (Art. 5 GG) sowie durch Strafgesetze. Auch werden Beleidigungen, Verleumdungen und Volksverhetzung (Art. 130 StGB) nicht durch das Recht auf Meinungsfreiheit bewahrt. Tatsachenbehauptungen gegenüber den Betroffenen werden im gesamten Kontext betrachtet und demnach beurteilt. Die Grenzen der Meinungsfreiheit (Art. 5 Abs. 1 GG) umfassen hier auch Aussagen beziehungsweise Kommentare, in denen sich Tatsachen und Meinungen berühren.
Der Deutsche Juristinnenbund e. V. hält es für sinnvoll, auch ohne gestellten Strafantrag der Betroffenen misogyne Kommentare im Netz zu bestrafen, um gegen diese im Interesse der Gesamtgesellschaft und einer diskriminierungsfreien Teilhabe am Online-Diskurs stärker vorzugehen. Er strebt demnach eine größere staatliche Verantwortung zur Bekämpfung von digitaler Frauenfeindlichkeit an. In diesem Zusammenhang sei zudem „eine Melde- und Beweissicherungspflicht für Plattformenbetreiber*innen“ hilfreich.
Das Meldeverfahren des NetzDG-E wird laut dem Deutschen Juristinnenbund e. V. von sozialen Online-Netzwerken jedoch zu kompliziert umgesetzt, sodass er eine Vereinfachung zugunsten der Verbraucher fordert. Des Weiteren sei eine stärkere Transparenz der sozialen Netzwerke, die mit einer „geschlechtsspezifische[n] Aufschlüsselung der erhobenen Daten“ verbunden ist, notwendig, um Online-Misogynie zu begegnen.

##### Journalistische und technische Ebene
Einige gängige Strategien sollen Betreiber von sozialen Netzwerken verpflichten, allgemein gegen Hate Speech und insbesondere Online-Misogynie umzugehen. Begrenzungen oder auch zahlungspflichtige Teilhabe auf Plattformen und Foren sollen Trolle und Störer vom Online-Diskurs ausschließen. Dies impliziert allerdings eine starke Exklusivität und Einschränkungen von Debatten im Internet. Das Ignorieren als Strategie ist weniger dazu geeignet, Hasskommentare und Frauenfeindlichkeit nachhaltig aus Diskussionen im Netz zu verbannen, da den Inhalten nichts direkt entgegengesetzt wird. Mit einer Moderierung in sozialen Online-Netzwerken kann dagegen eine angenehme, plurale, aber dennoch diskriminierungsfreie Debattenkultur erreicht werden.
Im Rahmen des „Community Managements“ werden Diskussionskanäle verfolgt und reguliert. Dabei differenzieren Kümpel und Rieger zwischen drei verschiedenen Varianten der Online-Moderation. Die „[k]ollaborative Moderation“ ermöglicht das proaktive Melden von als unangemessen empfundenen Inhalten durch Social-Media-Nutzende („Flagging“). Erhält ein Kommentar viele Meldungen, kann er automatisch gelöscht oder geprüft werden. Bei der „inhaltliche[n] Moderation“ werden Kommentare von professionellen Moderatoren, wenn diese sie persönlich für unangebracht und nicht vereinbar mit der Netiquette der jeweiligen Plattform halten, beseitigt. Die „interaktive[…] Moderation“ beinhaltet dagegen einen Diskurs zwischen Moderierenden und Social-Media-Nutzenden, in dessen Rahmen die Moderator*innen Beiträge stärker kontextualisieren, Hintergrundinformationen bereitstellen oder bei Konflikten die vermittelnde Rolle einnehmen und Diskussionen auf die Sachebene zurückbringen. Besonders in Hinblick auf Misogynie sollten die Moderatoren der Plattformen durch verpflichtende „Schulungen zu geschlechtsspezifischem Hass und Silencing“ für Online-Hass gegen Frauen sensibilisiert werden.
Die Bekämpfung von Online-Misogynie ist also auch als Aufgabe für die jeweiligen Online-Plattformen zu verstehen. Laut Ging und Siapera steht Online-Misogynie mit „more fundamental, structural conditions of inequality and discrimination in the technology sector“ in Verbindung. Digitale Infrastruktur und Algorithmen würden Misogynie abbilden und reproduzieren. Aus diesem Grund sind Betreiber von sozialen Netzwerken zu einem Teil verantwortlich, diskriminierungsfreie Räume sicherzustellen. Hate Speech kann nicht bekämpft werden, wenn Meldungen der Nutzenden nicht ernst genommen werden. So fiel Facebook des Öfteren damit auf, nichts gegen Online-Misogynie unternommen zu haben, indem beispielsweise Hassnachrichten nicht gelöscht, aber weibliche Brustwarzen zensiert wurden.
Nachdem die Digitalkonzerne und Betreiber der sozialen Netzwerke lange Zeit wenig gegen Hassrede unternommen haben, gibt es beispielsweise auf Twitter seit 2020 die Möglichkeit, dass Nutzende selbst entscheiden können, wer auf ihre Tweets direkt reagieren kann. So existiert unter anderem die Funktion, nur Follower oder im Tweet erwähnte Accounts auf Tweets antworten zu lassen. Damit können einige (misogyne) Anfeindungen im Netz verringert werden. Facebook gründete ebenfalls 2020 das „Facebook Oversight Board“, eine unabhängige Instanz, die über unangebrachte Inhalte urteilen soll. Facebook muss dann die Entscheidungen, die in Einzelfällen getroffen wurden, umsetzen und gegebenenfalls Beiträge und Kommentare entfernen.
Eine weitere Möglichkeit der journalistischen Ebene, auf digitalen Hass zu reagieren, ist das Ironisieren. Dies führt zwar nicht zu inhaltlichen Diskussionen, die allerdings oftmals auch nicht möglich sind. Mit satirischem Umgang werde den Hasskommentatoren die Deutungshoheit entzogen und der Fokus verlagert. Im Zusammenhang mit dieser Strategie steht auch die öffentliche Reproduktion von Hate Speech zum Beispiel durch Zeitungen, wodurch Aufmerksamkeit erregt und Sensibilität erzeugt werden kann. Die Frage ist, ob die Wiedergabe der unangemessenen Inhalte mit der eventuell verbundenen Ausweitung des Sagbaren und die direkte Anprangerung der Täter Betroffenen wirklich hilft.

##### Zivilgesellschaftliche Ebene
Auf zivilgesellschaftlicher Ebene kann Online-Hass beispielsweise durch Counterspeech-Initiativen, wie #Ichbinhier, bekämpft werden. Diese sorgt auf Grundlage von Gegenreden für eine bessere Diskussionskultur in den Sozialen Medien. Durch Hashtags wie #ichbinhier können neue Gemeinschaften gefunden und miteinander vernetzt werden, die sich demnach als digitale Zivilgesellschaft gegenseitig unterstützen. Mit dieser Initiative wird das Ziel verfolgt, Menschen zu ermutigen, die sich bisher allein auf sozialen Medien wie z. B. Facebook (auf-)hetzenden Kommentaren entgegenstellten und diejenigen Menschen zurückzugewinnen, die sich bereits aus den Kommentarspalten zurückgezogen haben. Es muss gemeinsam gegen toxische Kommentare agiert werden. Des Weiteren sollte der Fokus darauf liegen, positive Kommentare lauter und sichtbarer zu machen. Weitere Projekte, die den Online-Hass angehen und bekämpfen wollen, sind beispielsweise LOVE Storm, Love Speech – Gesicht zeigen, Aufstehen gegen Hass im Netz, Hateaid, #NetzCourage und Zivile Helden.

##### Wirkung dieser Lösungsansätze
Die individuelle Ebene steht zwar mit der Überwindung die Täter-Opfer-Umkehr in Verbindung, verkennt allerdings die institutionelle Verantwortung im Kampf gegen digitale Frauenfeindlichkeit. Die vorgeschlagenen Maßnahmen des Filterns, Ignorierens und Reproduzierens setzen an Symptomen der Hate Speech und nicht an den Strukturen an.
Die Weiterentwicklung der Möglichkeiten auf der rechtlichen Ebene im Bereich des Netzwerkdurchsetzungsgesetzes, gegen genderspezifischen Hass im Netz vorzugehen, wie sie der Deutsche Juristinnenbund fordert, wird politisch teilweise angestrebt, aber noch nicht in weiten Teilen umgesetzt. Betreiber sozialer Netzwerke müssen nach dem Beschluss der Bundesregierung zur Änderung des Netzwerkdurchsetzungsgesetzes tatsächlich Straftaten wie Drohungen gegen die sexuelle Selbstbestimmung melden, allerdings beispielsweise keine Beleidigungen. Auch das strafrechtliche Vorgehen ohne einen expliziten Strafantrag wurde noch nicht realisiert, soziale Netzwerke müssen lediglich Informationen zum Strafantrag für ihre Nutzenden bereitstellen. Die auch vom Bundestag beschlossenen Änderungen des Netzwerkdurchsetzungsgesetzes sind allerdings wegen verfassungsrechtlicher Bedenken noch nicht in Kraft getreten. Demnach entfalten die Strategien zur Bekämpfung von Online-Misogynie auf der juristischen und politischen Ebene noch nicht ihre Wirkung.
Auf der journalistischen Ebene kann die Moderation in sozialen Online-Netzwerken und Foren laut Studien tatsächlich einen Beitrag dazu leisten, das digitale Debattenklima zu verbessern. Demnach habe vor allem die Anwesenheit und aktive Beteiligung von Journalisten in Kommentarspalten einen positiven Effekt und könne präventiv gegen inzivile Kommentare wirken.
Das Filtern von hasserfüllten Kommentaren im Bereich des Counter-Speech auf der zivilgesellschaftlichen Ebene trägt laut Bojarska nicht viel zum Erfolg bei, da sich Gegenreden in sozialen Netzwerken oft schwerer verbreiten lassen als Kommentare, die hasserfüllt seien. Hingegen seien konstruktive Reaktionen auf Hate Speech besonders erfolgreich. Auch kann die Beteiligung und Mitgliedschaft in Gruppen und Seiten im Rahmen des Counter Speech der Bekämpfung von Hate Speech entgegenkommen. Ein wirkungsvolles Beispiel hierfür stellt die Facebook-Gruppe #ichbinhier dar.

## Forschung
Die wissenschaftliche Erforschung von misogynen Einstellungsmustern begann mit der Geschlechterforschung. Zuvor gab es jedoch bereits wichtige Vorläuferstudien und einzelne Untersuchungen.

### Katharine M. Rogers
Die erste systematische Studie über Misogynie wurde 1959 von der amerikanischen Literaturwissenschaftlerin Katharine M. Rogers in der Fachzeitschrift Texas Studies in Literature and Language veröffentlicht. Sie befasst sich mit der Misogynie in den Werken von Jonathan Swift.
Im nächsten Schritt baute sie diese Analyse aus zu einer epochenübergreifenden Studie misogyner Einstellungsmuster in westlichen Literaturklassikern. In der Einleitung verweist sie auf die frühen Grundlagen in der Antike. Ihre Studie untersucht die Zeit vom Mittelalter bis zum 20. Jahrhundert in sechs Abschnitten. Ihre Schlussfolgerung: Weil Misogynie generell als ein „abnormales Gefühl“ angesehen werde, das nicht direkt gezeigt werden dürfe, entwerfe jede Epoche eigene Typen „weiblicher Schurken“, die abgewertet werden dürften. Dazu zählen beispielsweise:
- die Hure in Antike und Renaissance,
- das zänkische Weib (Bissgurre) im Mittelalter,
- die ‚unweibliche‘ Frau im 19. Jahrhundert und
- die verschlingende Mutter im 20. Jahrhundert.[6]

Rogers kommt insgesamt zur Schlussfolgerung, dass Misogynie ein kulturell bedingtes Phänomen sei:

„In unserer Kultur muss ein gewisser Grad an Feindlichkeit gegenüber Frauen als normal angesehen werden.“

Der wichtigste Grund für Misogynie liege laut Rogers in den tief verwurzelten, asymmetrischen Machtbalancen der Geschlechterordnung, „im patriarchalen Gefühl und Wunsch, dass Frauen Männern unterlegen bleiben sollten“.

### Kate Millett
Zu den wichtigsten Grundlagenwerken in der Misogynieforschung zählt heute die literaturwissenschaftliche, soziologische und anthropologische Studie Sexual Politics (deutsch: Sexus und Herrschaft) von Kate Millett. Sie kommt, wie Rogers, ebenfalls aus der Literaturwissenschaft und verweist auch auf Rogers Arbeit als zusammenfassender Überblick: „Die Literatur der Misogynie ist so groß, dass keine Zusammenfassung von annehmbarerem Format ihr gerecht werden könnte. Die beste Quelle ist Katharine M. Rogers.“ Millett weitet jedoch den wissenschaftlichen Fokus über die Literaturwissenschaft hinaus aus.
Milletts Untersuchung besteht in der Analyse misogyner Einstellungsmuster in den Werken von Erfolgsautoren wie D.H. Lawrence, Henry Miller und Norman Mailer sowie bei Sigmund Freud. Die Studie zeigt, dass „Sex einen häufig vernachlässigten politischen Aspekt“ darstellt, und liefert „eine erste systematische Übersicht über das Patriarchat als einer politischen Institution“, in der „Herrschaftsansprüche im Geschlechtsverkehr“ eine zentrale Rolle spielen. In dieser Studie gelang es, das Ausmaß sexueller Machtansprüche auf beklemmend eindrückliche Weise darzulegen, wie der Gutachter George Stade beschrieb:

„Das Lesen des Buches ist, als säße man mit seinen Hoden in einem Nussknacker.“

Trotz seines wissenschaftlichen Niveaus verbreitete sich das Buch durch die beklemmende Eindrücklichkeit der Analyse schnell. Es wurde zum Bestseller und zu einem Manifest der neuen Frauenbewegung und des Feminismus der 1970er Jahre.
Das Buch konzentriert sich auf das soziologische Begriffskonzept des Patriarchats und verwendet den Begriff Misogynie selbsterklärend, ohne ihn selbst näher zu reflektieren oder zu definieren. Im Gegensatz zur englischen Ausgabe fehlt der Begriff Misogynie im Stichwortverzeichnis der deutschen Ausgabe sogar gänzlich.

### Christiana Clemm
Clemm ist eine Rechtsanwältin und Sachbuchautorin, die zwei Bücher vorgelegt hat, die den Frauenhass dokumentieren und die zugrundeliegenden Mechanismen aufzeigt. In ihrem ersten Buch „AktenEinsicht“ beschreibt sie aktuelle Fälle (Stand 2020) von Gewalt gegen Frauen. In ihrem zweiten Buch „Gegen Frauenhass“ geht sie den Gründen nach und zeigt auf, dass der Sexismus und der Besitzanspruch von Männern an Frauen eine wesentliche Triebfeder ist.

## Erforschung des Phänomens
Eine erste systematische sozialpsychologische Untersuchung zu Misogynie in Deutschland stammt aus dem Jahr 1973. Sie machte bereits darauf aufmerksam, dass misogyne Einstellungsmuster gerade nicht als ‚Weiberhass‘ missverstanden werden dürfen, sondern eine erweiterte Sicht unerlässlich ist:

„Frauenfeindlichkeit ist […] nicht so unkompliziert aufzufassen wie etwa Fremdenfeindlichkeit, Kinderfeindlichkeit, Autofeindlichkeit usw. Denn es geht im vorliegenden Falle nicht einfach um den mehr oder weniger ausgeprägten Grad der Ablehnung des Einstellungsobjektes, also ‚der Frau‘. Es geht nicht um Weiberhass. Einstellungsobjekt im engeren Sinne ist vielmehr die vollständige Gleichstellung und Gleichbehandlung der Frau im sozialen Leben. […] Darüber hinaus lässt […] erkennen, dass Frauen die vollständige Gleichstellung oft dadurch vorenthalten wird, dass man ihnen gegenüber gewisse, sozial eher positiv bewertete Haltungen zum Ausdruck bringt: besondere Höflichkeit, zuvorkommendes Benehmen, Nachsicht, Galanterie usw. […] Eine solche differenzierte Betrachtung der Einstellung zur Frau, zur Gleichberechtigung, zur Emanzipation erscheint auch deshalb sinnvoll, weil sich misogyne Einstellungen auch dort antreffen lassen, wo man dies auf den ersten Blick am wenigsten erwartet: bei den Betroffenen, also den Frauen selbst. In diesem Falle ergibt sich das bekannte Bild, dass Individuen, die in einem ganz bestimmten gesellschaftlichen System aufgewachsen, ‚sozialisiert‘ worden sind, zur Übernahme von Einstellungen neigen, die man ihnen selbst entgegenbringt.“

Ein so erweitertes Verständnis beschreibt Misogynie insofern über folgende Merkmale:
- keine lediglich individuellen, sondern sozialkulturelle Einstellungsmuster,
- Auswirkungen: negative und auch positive Verhaltensweisen (Höflichkeit etc.),
- Verinnerlichung nicht nur durch Männer, sondern auch durch Frauen selbst.

Eine mitunter konstatierte Begrenzung von misogynen Einstellungsmustern auf Männer, auf individuelle Einstellungsmuster, frühere Gesellschaften oder andere Gesellschaften ist insofern wissenschaftlich nicht haltbar.
Misogyne Einstellungsmuster und ihre Auswirkungen werden unter anderem in folgenden Wissenschaftsdisziplinen untersucht:
- Sozialpsychologie[108][22]
- Geschichtswissenschaft[7][109][110]
- HR-Management / Personalwesen[111][112][113]
- Geschlechterforschung[114]

### Ursachenforschung
Die Ursachen von misogynen Einstellungsmustern werden durch verschiedene Disziplinen der Wissenschaft nach ihren jeweiligen Schwerpunktsetzungen erforscht. Dabei erforscht die Soziologie primär die gesellschaftlichen Rahmenbedingungen, die Psychologie oder Sozialpsychologie primär die Folgen dieser gesellschaftlichen Rahmenbedingungen für die psychische Entwicklung.

#### Soziologie
In der Soziologie werden die gesellschaftlichen Konstellationen oder Dynamiken von geschlechtsbezogenen Macht- oder Herrschaftsverhältnissen als ursächliche Rahmenbedingungen beschrieben.
Zu den frühen Ergebnissen zählen die Beschreibungen von Machtverhältnissen als Patriarchat. Ein Klassiker, in denen die Ursachen für die Verhältnisse zwischen den Geschlechtern außerhalb bloß beliebiger Tradition oder zufälliger Natur gesucht wird, zählt Friedrich Engels Der Ursprung der Familie, des Privateigenthums und des Staats (1884).
Zusammenfassend verkoppelt er darin die Stellung von Männern und Frauen in der Gesellschaft mit der historischen Entwicklung des Eigentums. Ausgehend von egalitären Verhältnissen in einer Urgesellschaft von Jägern und Sammlern ohne Eigentum würde im Rahmen Entwicklung der Sesshaftigkeit während der Neolithische Revolution zunächst häuslicher Besitz entstehen, der von Frauen besessen und matrilinear vererbt würde. In diese Periode fielen bedeutende als weiblich angenommene Erfindungen (Töpferei, Landwirtschaft, …). Dem stünde ein zunehmend kleiner werdender männlicher Beitrag durch Jagd gegenüber. Engels belegt u. a. am matrilinearen Verwandtschaftssystem der Irokesen. Dem entspreche ein Matriarchat als Herrschaftsform. Erst mit der nachfolgenden Ausweitung der Bevölkerung und Produktion entstünde nennenswerter außerhäuslicher Besitz, der aber vaterrechtlich weitergegeben wird und als Herrschaftsform das Patriarchat begründe, um sicherzustellen, dass der Sohn eben der seines Vater ist und das weibliche Keuschheit und Jungfräulichkeit einfordert und in eine überbordende Einhegung von Frauen führt.
Während eine solche Konstruktion zunächst insofern erhellend ist, da sie wenigstens aufzeigt, dass die Geschlechtsverhältnisse historisch über die Entwicklung der Produktionsweise und der Besitzverhältnisse in der Menschheitsgeschichte begründet und belegt werden könnte, ist die Faktenlage hierzu etwa mit Blick auf das Matriarchat wenigstens archeologisch lückenhaft und ethnologisch widersprüchlich. Siehe hierzu Geschichte der Matriarchatstheorien.
Misogyne Verhaltensmuster, wie sie beispielsweise in der zeitgenössischen Lad Culture bei Studenten gefunden werden können, werden darüber hinaus mit sozioökonomischen Bedingungen in Verbindung gebracht. Ein zunehmendes Konkurrenzdenken und zunehmende Kommodifizierung verschiedener Lebensbereiche durch die Vormachtstellung des Neoliberalismus verstärkten ein auf Dominanz und Marginalisierung beruhendes Verhalten und schufen Bedingungen für eine zunehmende Objektifizierung von Frauen und für sexualisierte Gewalt. Weitergehende Beschreibungen lieferten seitdem insbesondere die Konzepte hegemonialer Männlichkeit und des Geschlechtshabitus.

#### Psychologie
Auf der Basis der Erkenntnisse der Soziologie werden in der Psychologie die psychischen oder psychosozialen Folgen als Ursachen bei der Entstehung von misogynen Einstellungsmustern beschrieben. In der Psychologie war die Geschlechterforschung allerdings lange Zeit „noch stärker als in anderen Sozialwissenschaften, randständig und marginalisiert“. Erst langsam kommt es hier zu einer Enttabuisierung des Themenfeldes: Im Vordergrund steht die Kritik des Androzentrismus in der Erkenntnisproduktion, die Kritik der Vorstellungen von psychologischer Identität und Subjektkonstitution und die Enttabuisierung lebenspraktischer Konflikte, Benachteiligungen und Belastungen durch strukturelle Machtdynamiken.
Der Sozialpsychologie Rolf Pohl sieht die Entstehung von misogynen Einstellungsmustern in einem „Abhängigkeits-Autonomie-Konflikt“, den er als Männlichkeitsdilemma bezeichnet. Eine zentrale Ursache sei die männliche Subjektkonstitution männlich hegemonialer Kulturen, deren Grundlage die Vorstellung männlicher Überlegenheit und weiblicher Unterlegenheit sei. In der Folge unterlägen Männer dem Zwang, überlegene Männlichkeit herzustellen und aufrechtzuerhalten. Doch trotz des zwingenden Anspruchs von Überlegenheit und Unabhängigkeit seien Männer in männlich hegemonialen Kulturen meist in mehrfacher Hinsicht von Frauen abhängig: 1) Abhängigkeit von Frauen in Kindheit und Jugend, 2) Abhängigkeit heterosexueller Männer vom Begierdeobjekt Frau und 3) Abhängigkeit von Gebär- und Stillfähigkeit der Frau. Um dem Anspruch von Unabhängigkeit und Überlegenheit zu genügen, müssten diese Aspekte männlicher Abhängigkeit von Frauen, Müttern und Weiblichkeit abgewertet und verdrängt werden. Dadurch entstünden misogyne Einstellungsmuster, die aber meist unbewusst bleiben würden. Durch diese Abwertung würden Frauen und insbesondere Mütter häufig zur Projektionsfläche virulenter Weiblichkeitsabwehr und damit zum Sündenbock.

#### Historische Linguistik
Die Historische Linguistik beschreibt seit langem die sprachgeschichtlich beobachtbare Bedeutungsverschlechterung (Pejorisierung) von Frauenbezeichnungen (Magd, Weib, Dirne, Mamsell, Frauenzimmer etc.). In vielen sprachgeschichtlichen Einführungen dient sie heute als hauptsächlich verwendetes Lehrbeispiel für den eigendynamischen Prozess der Bedeutungsverschlechterung. Die Bedeutungsverschlechterung von Frauenbezeichnungen ist in vielen Sprachen beobachtbar. Im Geschlechtervergleich erweist sich die historische Bedeutungsveränderung von Frauen- und Männerbezeichnungen als asymmetrisch. Während Frauenbezeichnungen eine Abwertung erfahren, ist dies bei Männerbezeichnungen nicht der Fall. Begründungen hierfür wurden lange nicht gesucht oder blieben wissenschaftlich inkonsistent. Erst allmählich wird dies systematisch untersucht und explizit als Misogynie bezeichnet.
Sprachgeschichtlich lassen sich bei der Entwicklung drei Pfade der Qualitätsveränderung von Frauenbezeichnungen erkennen:
1. Soziale Degradierung oder Deklassierung
2. Funktionalisierung, besonders im niederen Dienstleistungsbereich
3. Biologisierung und Sexualisierung[2]

Die Untersuchung historischer Wörterbücher vom 15. bis 19. Jahrhundert zeigt, dass Frauenbezeichnungen zu 72,5 Prozent über negative Qualitäten beschrieben werden. Im Gegensatz dazu werden Männerbezeichnungen zu 75 Prozent über positive Qualitäten beschrieben.
Sprachgeschichtliche Untersuchungen zeigen heute, dass die Bedeutungsverschlechterungen von Frauenbezeichnungen „direkt den historisch geringen Status der Frau, ihre niedrige gesellschaftliche Stellung und Wertschätzung reflektieren“. Wie andere semantische Entwicklungen auch sind diese Bedeutungsverschlechterungen „ein Spiegel kulturhistorischer Realitäten“ und der darin eingelagerten misogynen Realitäten, Werte und Einstellungsmuster einer Gesellschaft.
| Beispiele für den historischen Prozess der Bedeutungsverschlechterung von deutschen Frauenbezeichnungen | Beispiele für den historischen Prozess der Bedeutungsverschlechterung von deutschen Frauenbezeichnungen | Beispiele für den historischen Prozess der Bedeutungsverschlechterung von deutschen Frauenbezeichnungen                                              |
| Althochdeutsch                                                                                          | Mittelhochdeutsch                                                                                       | Neuhochdeutsch |
| --- | --- | --- |
| wīb: (Ehe-)Frau                                                                                         | wîp: (Ehe-)Frau                                                                                         | Weib: schlampige, liederliche Frau (Schimpfwort) |
| frouwa: Herrin, adlige Frau                                                                             | vrouwe: verheiratete, sozial hochstehende Frau                                                          | Frau: Ehefrau; Frau |
| frouwelīn: junge Herrin, Gebieterin, Dame, Frau von Stand                                               | vröu(we)lîn: Mädchen niederen Standes (soziale Abwertung); feile Dirne, Hure (Sexualisierung)           | Fräulein: unverheiratete Frau; auch Kellnerin / Bedienung / Alleinmädchen später Wegfall von Fräulein (ab ca. 1975 durch feministische Sprachkritik) |
| magad: junge, unverheiratete Frau (Jungfrau Maria)                                                      | maget: junge, unverheiratete Frau (Jungfrau Maria)                                                      | Magd: Haus-/Hofangestellte für grobe, einfache Arbeiten                                                                                              |
| diorna: junges Mädchen                                                                                  | dierne: junge Dienerin, Magd (Funktionalisierung)                                                       | Dirne: Prostituierte (ab 16. Jh.) (Sexualisierung)                                                                                                   |
| Mademoiselle (französisch): hohe, ehrwürdige, junge unverheiratete Frau                                 | Mademoiselle (frühneuhochdeutsch): hochstehende junge Frau                                              | Mamsell: 1. einfache Küchenangestellte (Kaltmamsell) 2. Prostituierte (Sexualisierung)                                                               |

Weitere Beispiele für die Asymmetrie des Bedeutungswandels von Frauen- und Männerbezeichnungen sind Sekretär vs. Sekretärin, Gouverneur vs. Gouvernante, Friseur vs. Friseuse, Masseur vs. Masseuse.

## Geschichte
Bereits Cicero berichtete vor unserer Zeitrechnung, dass die griechische Philosophie Misogynie als die Äußerung einer Angst sah (Gynophobie).
Zu Beginn des 21. Jahrhunderts stellt der US-amerikanische Kulturanthropologe David D. Gilmore fest, dass Misogynie in fast allen Kulturen und Epochen vorkomme, der Frauenhass in vergleichbarer Weise in der Jäger-Sammler-Gesellschaft ebenso existent gewesen sei wie im Mittelalter oder im Europa des 21. Jahrhunderts.

### Philosophie von Platon bis Schopenhauer
Durch die Erotisierung oder Sexualisierung des Logos in der griechischen Philosophie kam es zu einer folgenschweren Abwertung des Weiblichen. Das, was nicht Logik ist, und die Materie wurden als weiblich gedacht (mater-materia). In Platons Timaios ist die Rede von der Mutter als dem Gefäß aller Sinnendinge; Maimonides berichtet, dass nach Platon die Idee männlich, die Materie weiblich sei.

#### Philosophie des Mittelalters
Der monastische Asketismus des Mittelalters und der mittelalterliche Realismus trugen dazu bei, dass sich innerhalb der monastischen Kultur eine Geschlechtsspezifik manifestierte, die den mittelalterlichen Intellektuellen prägte.
Der scholastische Ideenrealismus ist mit dem Namen Alvarus Pelagius verbunden, der 200 Laster und Missetaten von Frauen auflistete. Das im Auftrag des Papstes Johannes XXII. verfasste Buch wurde 1474 in Ulm gedruckt und geriet zum Vorbild des Hexenhammers.
Die Dokumente, die Jean Delumeaus Studie über die Geschichte kollektiver Ängste in Europa zwischen dem 14. und 18. Jahrhundert zugänglich macht, zeigen den Zusammenhang zwischen der Sinnenfeindlichkeit der monastischen Philosophie und der unverhohlenen Frauenfeindlichkeit der kirchlichen Vollzieher der Hexenprozesse.

#### Auswirkungen
Texte wie „De contemptu mundi“, das Werk des Mönchs Bernhard von Cluny, das apokalyptische Passagen gegen die Frauen enthält, waren über die Beichtbücher und das Urteil der Theologen bis ins 16. und 17. Jahrhundert maßgebend für die Seelsorge, und die Vorstellung von der Frau als Handlangerin des Satans, wie Jean Delumeau es ausdrückt, wurde in Millionen von Familien hineingetragen und fand so Eingang in Moral und Alltagskultur.
Die Bekämpfung sexueller Bedürfnisse, das Sprechen und Schreiben über die Abtötung des Fleisches, Zölibat und Keuschheit gehörten zu den bestimmenden Elementen der christlichen Kultur des Mittelalters. Für die Einführung des monastischen Zölibates waren ökonomische Gründe maßgeblich. Auch das Volk wünschte sich Heilige, die ihren Pflichten als Seelsorger nachkommen konnten, ohne von familiären Pflichten abgelenkt zu sein.
Dennoch gab es auch im Mittelalter Zusammenschlüsse von gemischtgeschlechtlichen christlichen Gruppierungen. Diese existierten oft als Bettelorden; neuerer Terminologie zufolge kann man diese als Subkultur bezeichnen. Vielfach sind Biografien adeliger Personen bekannt, weiblich wie männlich, die sich solchen – oft verfolgten – Gruppen anschlossen.
Die dominierende, weil verschriftlichte Wissenschaftskultur, resultierend aus den Institutionen des Wissens, wie sie im Europa des Mittelalters durch Klöster und Universitäten entstanden waren, blieb bis ins 20. Jahrhundert eine reine Männerinstitution; noch im 21. Jahrhundert stellen Frauen in diesen Institutionen eine Minderheit dar.

#### Europäische Männlichkeitsentwürfe

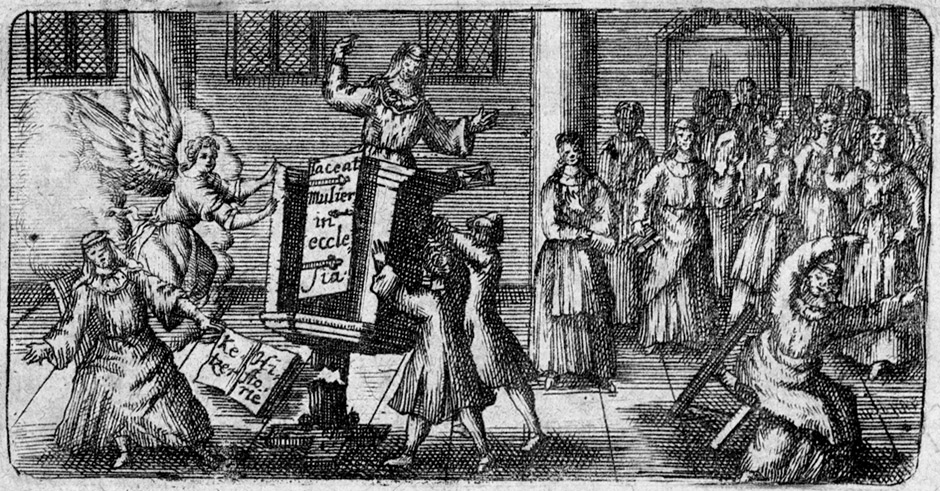
Vignette aus: Johann Heinrich Feustking: Gynaeceum Haeretico Fanaticum, oder Historie und Beschreibung der falschen Prophetinnen, Qväckerinnen, Schwärmerinnen, und andern sectirischen und begeisterten Weibes-Personen, durch welche die Kirche Gottes verunruhiget worden: sambt einem Vorbericht und Anhang, entgegen gesetzet denen Adeptis Godofredi Arnoldi, Frankfurt und Leipzig, Christian Gerdes, 1704. (Inschriften: Taceat mulier in ecclesia / Ketzer Historie)

Das Männerbild, in der Kunstgeschichte als „der neue Adam“ bekannt, das unter katholischer Aufsicht ab dem 15. Jahrhundert zu verbreiten gesucht wurde, sollte Männern unter anderem Tugenden wie Treue in der Ehe, Männerfreundschaft, Häuslichkeit nach der Heirat vermitteln. Darstellungen dieses Typus und zur Thematik finden sich z. B. bei Albrecht Dürer, der in diesen Arbeiten stets pädagogische Ideale abzubilden versuchte.
Mit der breiten Militarisierung der männlichen Bevölkerung und der Schaffung neuerer reiner Männerräume durch Kasernen- und Schulwesen, wie es beinahe in ganz Europa ab dem 18. Jahrhundert organisiert wurde und institutionell noch im 21. Jahrhundert fortwirkt, veränderte sich das Ideal des Mannes im Vergleich zu den mittelalterlichen Tugenden. Die Militarisierung brachte für alle Männer verpflichtend neue Ideale, regelmäßiges Training zur Gewaltanwendung, das Ignorieren von Emotionen, Empathie oder Schmerz mit sich. Die Mädchenerziehung, sofern sie stattfand, war nach wie vor auf Tugenden wie Sittsamkeit, Keuschheit, Mitgefühl und Pflege ausgerichtet. Neu war ab dem 17./18. Jahrhundert, dass aufgrund staatlicher Institutionen beinahe alle Gesellschaftsschichten diesen Bildungsprogrammen unterzogen werden konnten.
Der Aufklärer Jean-Jacques Rousseau, der in Emile oder über die Erziehung ausführlich über Pädagogik schrieb, war auffällig frauenfeindlich. Die Erziehung des Mädchens Sophie ist der des Protagonisten zwar im Stil ähnlich, vom Inhalt her aber ganz anders: Sie lernt Singen, Klavierspielen, Nähen und Kochen. Ihre Aufgabe ist es, ihrem zukünftigen Mann zu gefallen und ihm das Leben angenehm zu machen. Die natürliche kindliche Neugier von Mädchen oder jungen Frauen ist abzutöten, da sie klug genug sind, um Geheimnisse, die man ihnen verbirgt, zu ahnen, und weil sie schlau genug sind, sie zu entdecken. Rousseau nennt das liebenswerte Unwissenheit. François Fénelon forderte: Ein Mädchen soll nur reden, wenn es wirklich nötig ist, mit einem fragenden und ehrerbietigen Ausdruck. Über Dinge, die gemeinhin über das Verständnis von Mädchen hinausgehen, soll sie selbst dann nicht sprechen, wenn sie darüber Bescheid weiß […] Man lehre die Mädchen, daß ihr Geschlecht gegenüber der Wissenschaft ein Schamgefühl empfinden soll, das ebenso empfindsam ist wie jenes, aus dem der Abscheu vor dem Laster sich nährt. Etwas zu wissen, ist für Mädchen also quasi eine Untat. Johann Gottfried Herder war besonders offen: Eine Henne, die kräht, und ein Weib, das gelehrt ist, sind üble Vorboten: Man schneide beiden den Hals ab.
Der Philosoph Arthur Schopenhauer betrachtete die Frau als sexus sequior, „das in jedem Betracht zurückstehende, zweite Geschlecht, dessen Schwäche man demnach schonen soll, aber dem Ehrfurcht zu bezeugen über die Maßen lächerlich ist und uns (Männer) in ihren eigenen Augen herabsetzt“.

##### Strukturelle Misogynie
Nach Seyla Benhabib wurde auch in der Wissenskultur, die als von der monastischen Tradition prinzipiell losgelöst erscheint, eine einseitige, von männlichen Philosophen, Wissenschaftlern und Theoretikern forcierte Betrachtung aufrechterhalten. Der Begriff Misogynie oder neuer sozialer Sexismus kann nunmehr als fehlendes Einbeziehen der weiblichen Leistungen und Lebensformen in Theorien und Systemen verstanden werden. Das Abdrängen von Mädchen in sittliche Rollenbilder, die sie aufgrund ihres Geschlechtes theoretisch zu erfüllen hätten, wird ebenso oft als sexistisches Handeln verstanden.
Kritisiert werden vor allem jene Grundlagen der politischen Philosophie und der Ökonomie, die von Männern konzipiert wurden, innerhalb derer Reproduktionsarbeit und Frauenrechte nicht in Staats- und Vertragstheorien miteinbezogen wurden. Der Begriff des „separative self“, der wesentlicher Bestandteil kontraktualistischer Staatstheorien wie jener von Hobbes, Locke, Rousseau, Kant oder Rawls ist, beschreibt eine Lebensform, deren Grundvoraussetzungen für Frauen bis zur Einführung des Frauenwahlrechtes und Reformen des Erbrechtes und dem Recht auf Privateigentum nicht zutrafen.
Die Erhaltung der Regenerationssphäre, die Reproduktionsarbeit und die emotionale und sexuelle Befriedigung des Mannes wurden im wissenschaftlichen Diskurs wie in politischen und rechtlichen Grundlagen als ureigene weibliche Domäne angesehen, während besagte separative Autonomie Frauen bis ins 20. Jahrhundert weitgehend vorenthalten war.
Feministische Theorien, die auf der Beobachtung von sozialen und geistigen Gewohnheiten basieren, weisen geschlechterspezifische Dualismen zurück und kritisieren deren kulturelle Manifestationen in Form von sozialer Abschottung und sozialen Rangordnungen.